# 西姆羅克出版社
尼古劳斯·西姆羅克音樂出版社（德語：Musikverlag Nikolaus Simrock，經常簡記為N. Simrock、Simrock Verlag，或僅以其姓氏Simrock表示）是一家德國的樂譜出版社，1793年由尼古劳斯·西姆羅克創建於波昂。在莫扎特、海頓、貝多芬、门德尔松、舒曼、勃拉姆斯、布鲁赫、德弗乍克、苏克等19世紀德、奧作曲家作品方面，是具公信力的出版源之一。

## 沿革
19世紀期間，其業務在尼古劳斯之子彼得·約瑟夫（Peter Joseph）以及第三代弗里茨的經營下有所成長。1870年，總部遷移至柏林，由弗里茨的姪輩漢斯（Hans）負責營運。

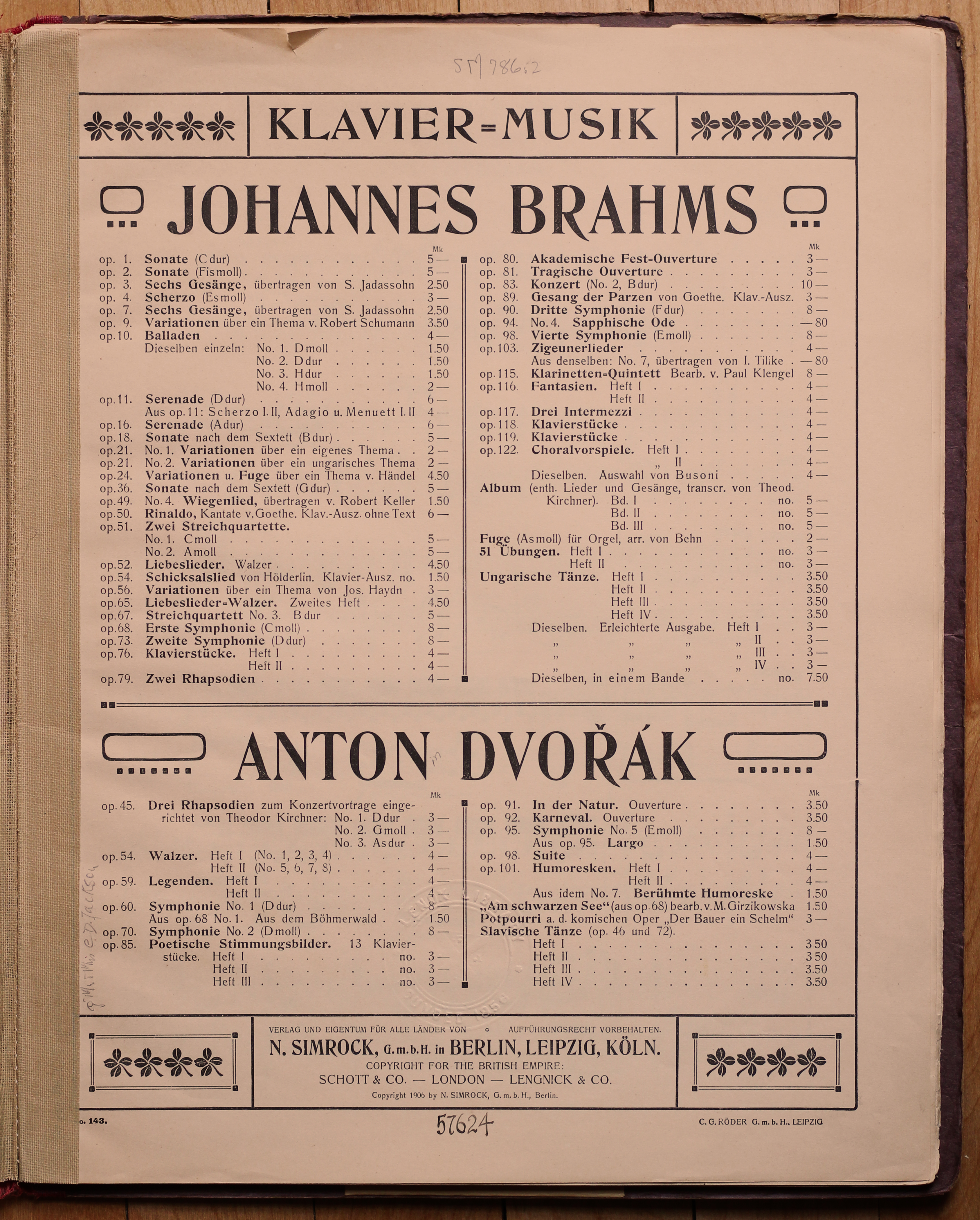
德弗乍克《新世界》交響曲鋼琴改編版的封面，1906年

1907年，他們收購了萊比錫的Bartholf Senff。1911年曾短暫與阿爾伯特·安（Albert Ahn）合併，易名為「安與西姆羅克」，而後又再次拆夥。1929年，轉而由安東·班傑明（Anton Benjamin）收購。
二次大戰期間，許多藏譜和印刷用版不幸在戰事中遭到波及，許多舊版本的樂譜因此絕版，再製不易。目前，大部分的西姆羅克史料皆藏於萊比錫的萨克森邦資料館（Saxon State Archive），當中部分的資料在1990年至2000年期間轉移至他處。

## 特色
承前，西姆羅克出版社占地利之便，在當代的德、奧音樂出版領域有不可忽視的權威性。他們是最早推出「原典版本」（考究作者本人意圖的編輯版樂譜）的音樂出版社之一。莫扎特《魔笛》、舒曼第3號交響曲、門德爾松《以利亞》與《保羅》、布魯赫第1號小提琴協奏曲等作品，因該社的編輯工作而得以有可信的樂譜版本傳世。

## 家族
- 尼古劳斯·西姆羅克（德语：Nikolaus Simrock）
- 彼得·約瑟夫·西姆羅克
- 弗里茨·西姆羅克（德语：Fritz Simrock）
- 漢斯·西姆羅克

## 外部連結
- 西姆羅克出版社的免费乐谱，由国际乐谱典藏计划提供